# Hannah Szenes
Hannah Szenes - חנה סנש (hebreu), Szenes Hanna (hongarès) (Budapest, 17 de juliol de 1921 –Budapest, 7 de novembre de 1944) va ser una poeta jueva i paracaigudista, que va participar en la resistència antinazi durant la Segona Guerra Mundial. Es considera una heroïna nacional a Israel.
Va néixer a Hongria i va emigrar a Mandat Britànic de Palestina a la tardor de 1939. Va estudiar en una escola agrícola i vivia en un quibuts. Tenia por per la seva mare, que va deixar a Budapest i així va decidir tornar a Hongria. Es va allistar en algunes missions especials com a paracaigudista i va ser entrenada per l'exèrcit britànic. Més tard el març de 1944, es va llançar en paracaigudes sobre Iugoslàvia. L'objectiu de la seva missió era ajudar els pilots aliats, els jueus europeus i la resistència anti-nazi.
Després de diversos mesos passats amb els partisans iugoslaus, va travessar la frontera amb Hongria. Va ser capturada gairebé immediatament i va ser empresonada i torturada per la seva transmissió de ràdio. L'octubre de 1944, va ser jutjada per alta traïció i executada un mes després. Després de la guerra, les seves restes van ser portades des de Budapest a Israel, on va ser enterrada a Mont Herzl, Jerusalem. El seu diari i poemes es van publicar després de la guerra.